# Karabaciîn, Brusîliv
Karabaciîn (în ucraineană Карабачин) este o comună în raionul Brusîliv, regiunea Jîtomîr, Ucraina, formată numai din satul de reședință.

## Demografie
Componența lingvistică a satului Karabaciîn
     Ucraineană (99,35%)
     Alte limbi (0,65%)
Conform recensământului din 2001, majoritatea populației satului Karabaciîn era vorbitoare de ucraineană (99,35%), existând în minoritate și vorbitori de alte limbi.